# Black Lion Records
Black Lion Records est un label discographique de jazz, actif entre 1968 et les années 1980. 

## Histoire
Le label est fondé en 1968 à Londres par Alan Bates. Le label avait deux collections, une pour les musiciens britanniques, une autre pour les musiciens internationaux. Le label a réédité de nombreux enregistrements, notamment d'Art Tatum, de Jay McShann, de Ben Webster, d'Earl Hines, de Bud Freeman, de Bud Powell, de Don Byas, de Coleman Hawkins, de Mal Waldron ou de Duke Ellington.
Il avait une filiale appelée Freedom Records, qui publiait du free jazz. Cette filiale est rachetée par Arista Records en 1975.
Black Lion Records est en partie distribué par Polydor jusqu'en 1974, puis par Transatlantic. Le label est intégré dans D. A. Music au cours des années 1980. Bates rachète Candid Records en 1989, et se tourne vers cette nouvelle activité.